# Le Chatelierovo načelo
Le Chatelierovo načelo je načelo u ravnotežnim sustavima koje glasi, ako sustavu promijenimo neku intenzivnu veličinu, sustav će nastojati tu promjenu umanjiti. Otkrili su ga Henry Louis Le Chatelier i Karl Ferdinand Braun, neovisno jedan o drugome. 
U kemiji, Le Chatelierovo načelo se koristi kako bi se predvidjelo i upravljalo nekom povratnom kemijskom reakcijom, često kako bi se sinteza nekih tvari u industrijskoj kemiji ekonomski isplatila. Isti se princip koristi i u biologiji i ekonomiji.

## Promjena uvjeta
Prilikom kemijske reakcije, moguće je upravljati koncentracijom produkata i reaktanata, tlakom i temperaturom.

### Koncentracija
Povećavajući koncentraciju reaktanata, ravnoteža će se pomaknuti u smjeru produkata, i obrnuto. Ovo možemo prikazati na temelju reakcije sinteze metanola iz vodika i ugljikovog (IV) oksida:
CO + 2 H2 ⇌ CH3OH
Ako povećamo koncentraciju CO u sustavu, sustav će naše djelovanje nastojati poništiti. To će napraviti tako što će se sintetizirati više metanola, dok se ponovno ne uspostavi ravnoteža. 

### Promjena temperature
Kada imamo endotermnu ili egzotermu povratnu reakciju (kada se troši ili oslobađa energija), za očekivati je da će ona biti suprotna u suprotnom smjeru. Kada povećamo temperaturu sustava, ravnoteža se pomiče u onom smjeru u kojem se toplina troši, i obrnuto. Na primjer, otapanje neke soli u vodi troši toplinu. Kako je otapanje soli u vodi ravnotežna reakcija, sol će se bolje otopiti u vrućoj nego u hladnoj vodi. 

### Promjena tlaka
Povećanje tlaka u reakciji s plinovima pomaknut će ravnotežu u onom smjeru koji dovodi do smanjenja broja molekula, i obrnuto. Promjena tlaka nema utjecaja na reakciju u kojoj je množina produkata jednaka množini reaktanata.
N2 + 3 H2 ⇌ 2 NH3    ΔH = −92kJ mol-1
4 mola ⇌ 2 mola
Povećanje tlaka će u ovom slučaju pomaknuti ravnotežu prema amonijaku.

## Biologija
Također, ako se u nekom šumskom području poveća broj kukaca, povećat će se i broj životinja koje te kukce jedu, čime priroda nastoji spriječiti novonastalu promjenu. Očito je da se Le Chatelierovo načelo može primijeniti i u svakodnevnom životu, a ne samo u kemiji.